# Waldschlösschen (Dresden)

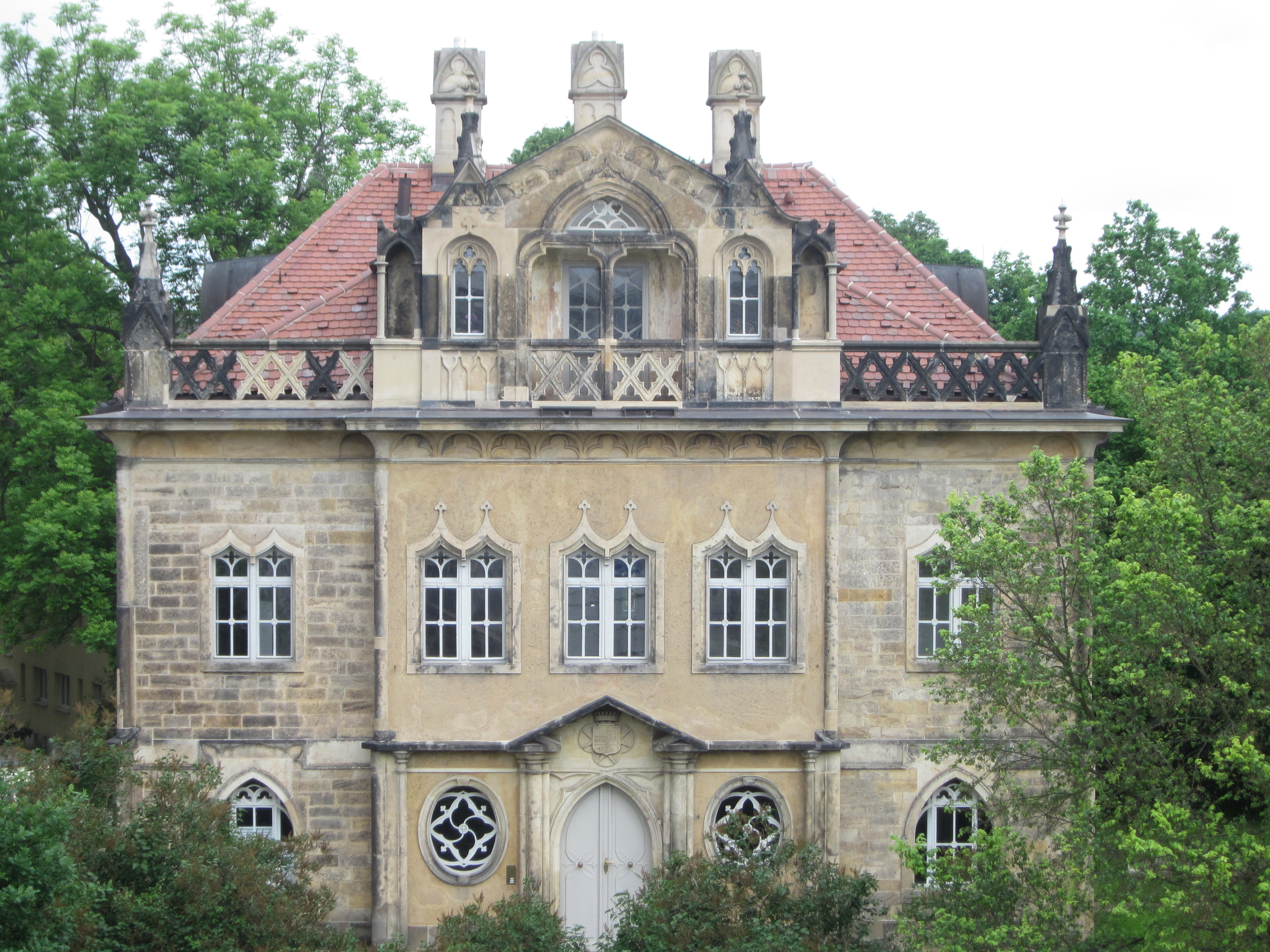
Hauptfront (Südfassade) des Waldschlösschens (2017)

Das Waldschlösschen ist ein denkmalgeschütztes Gebäude in Dresden im Stadtteil Radeberger Vorstadt. Errichtet nach Plänen eines namentlich nicht bekannten Architekten ab 1800 als Jagdhaus für den einflussreichen sächsischen Hofbeamten Camillo Marcolini, gilt es als frühes Beispiel des Historismus in Sachsen und ältester neogotischer Bau Dresdens. Es wurde zum Namensgeber unter anderem der benachbarten Waldschlößchen-Brauerei, des Waldschlösschenviertels und der Waldschlößchenbrücke. Nach zwischenzeitlicher Nutzung zu Wohnzwecken verfiel das Gebäude in den 1990er und 2000er Jahren. Seit einer Sanierung von 2009 bis 2013 gehört es zu einer privaten Fachklinik für psychosomatische Medizin.

## Standort

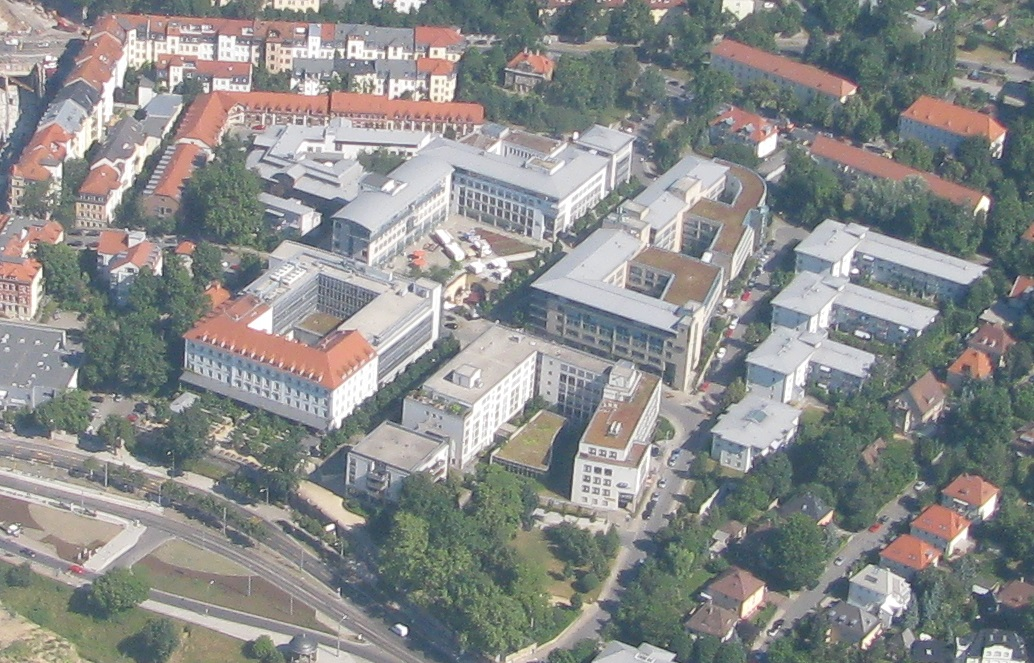
Waldschlösschen (oben, Mitte) am nördlichen Ende des von großen Bürogebäuden der 1990er Jahre geprägten Waldschlösschen-Areals

Das Waldschlösschen steht rechtselbisch 3,5 Kilometer nordöstlich des Altmarkts am äußeren Rand des Dresdner Vorstadtgürtels. Es befindet sich am Nordrand des nach ihm benannten Waldschlösschenviertels bzw. -Areals im Osten der Radeberger Vorstadt Dresdens und damit im äußersten Osten der Gemarkung Neustadt. Sein von Bäumen umgebener Standort liegt mehrere Meter über Straßenniveau auf einem Sandhügel am Rand der Heidesandterrasse (Mittelterrasse) auf etwa 140 m ü. NN, etwas oberhalb der hier in Richtung Westen sanft auslaufenden Dresdner Elbhänge.
Unmittelbar nördlich des Gebäudes mit der Adresse Radeberger Straße 60 mündet die Charlotten- in die Radeberger Straße ein, wobei die andere Straßenseite bereits zur Albertstadt (Jägerpark) zählt. Die Straße Am Waldschlößchen verläuft unmittelbar östlich, der Sudhausweg südlich des Hügels, auf dem das Waldschlösschen steht. Die meisten Gebäude in der Nachbarschaft sind in ihren Abmessungen deutlich größer als das Waldschlösschen, so die sich westlich anschließenden Gründerzeitwohnhäuser in geschlossener Bauweise entlang der Radeberger Straße, die südlich benachbarten modernen Bürogebäude des Waldschlösschen-Areals und die nördlich gelegenen ehemaligen Soldatenwohnhäuser und Kasernen der Albertstadt.

## Bauliches

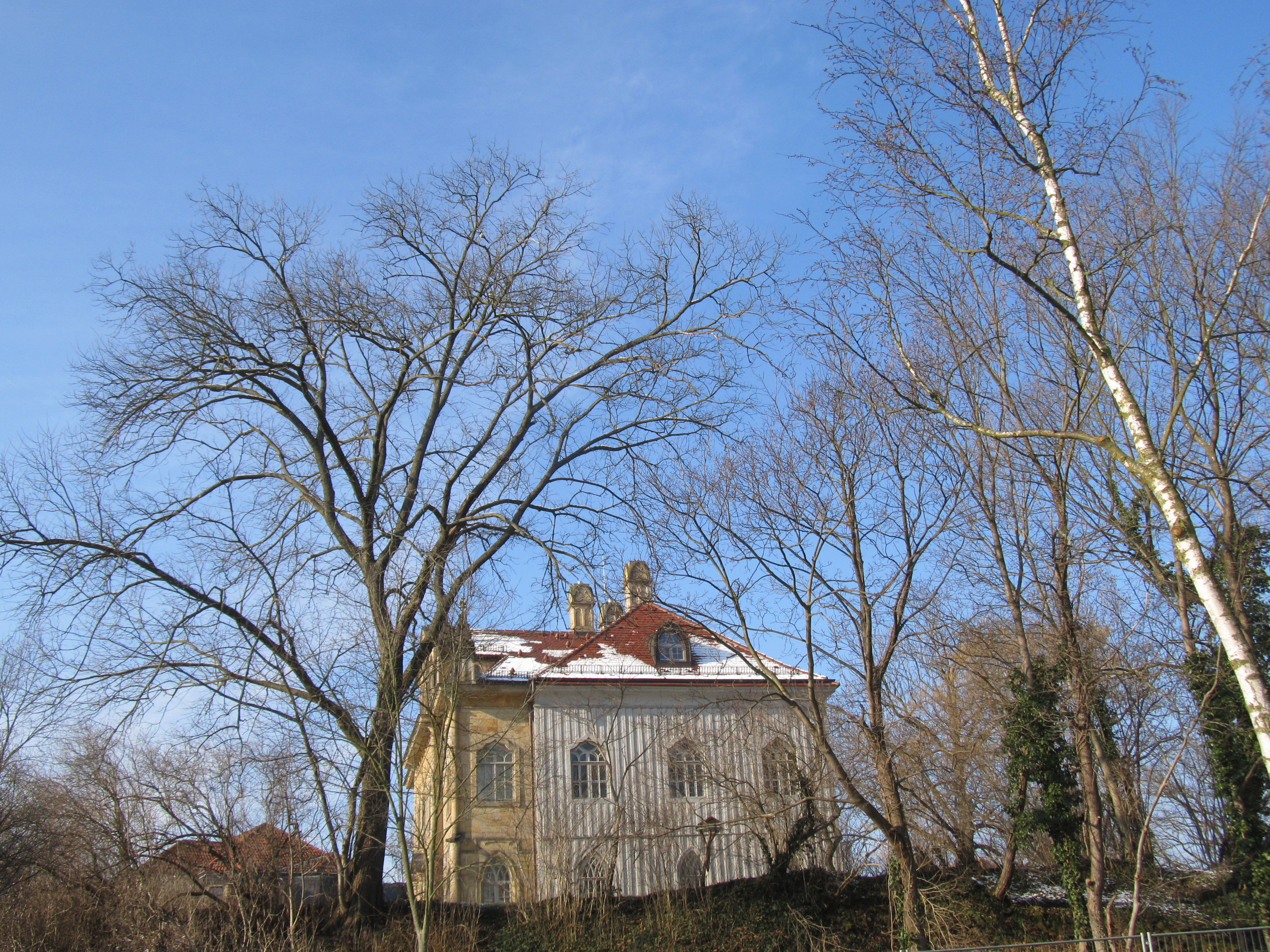
Ostfassade des Waldschlösschens

Das Waldschlösschen erscheint als repräsentatives Jagdhaus im in Dresden selten anzutreffenden Stil der englischen Neugotik, deutlich angelehnt an die britische Landschlossarchitektur, aber auch mit Anklängen an die Spätgotik im mittelalterlichen Deutschland. Die gotisierenden Formen dienen allerdings nur dem Fassadenschmuck. Das Haus an sich mit seinem rechteckigen Grundriss besitzt hingegen die ruhigen und blockhaften Grundformen des Klassizismus und mit dem großen Saal im Obergeschoss eine Raumanordnung, die eher auf barocken Traditionen beruht. Damit stellt das Waldschlösschen eine eigenwillige, in Dresden recht frühe Architekturform mit historisierenden Elementen dar, worin seine bauhistorische Bedeutung für die Landeshauptstadt und Sachsen liegt. Einst stand das Gebäude frei in der Landschaft, beginnend im 19. Jahrhundert wurden auch die unmittelbaren Nachbargrundstücke nach und nach bebaut.
Der größte Teil des Gebäudes besteht aus einer Fachwerkkonstruktion, die nach außen in weiten Teilen mit einer hellgrau gestrichenen Holzschalung verkleidet ist. Mauerwerk aus Cottaer und Postaer Sandstein vorgeblendet ist hingegen der als Hauptfront anzusprechenden Südfassade, die auf der einstigen Gartenseite in Richtung Elbe liegt, und der an sie angrenzenden ersten von vier Fensterachsen der Seitenfassaden. Das Haus hat zwei Vollgeschosse und ein Dachgeschoss, das an der mittelsymmetrischen, fünfachsigen Hauptfront in Form eines pittoresken Giebels hervortritt. Dieser bildet den oberen Abschluss eines dreiachsigen Risalits, in dessen Bereich der Sandstein in beiden Vollgeschossen verputzt ist; an den Seiten sowie weitgehend am Giebel ist er dagegen als Sichtmauerwerk ausgeführt.
Typisch gotische Elemente sind unter anderem an den Fenstern anzutreffen. An der Hauptfront sind die beiden seitlichen Fenster im Erdgeschoss mit einem Spitzbogen und sämtliche Fenster im Obergeschoss mit einem doppelten Kielbogen geschlossen, der im Bereich des Risalits mit Kreuzblumen bekrönt wird. Die beiden kleinteilig versprossten Fenster im Erdgeschoss des Risalits haben eine ovale Form, in der sich ein gezogener Vierpass mit schneußenartiger Ornamentik findet. Blendsäulen mit Tellerkapitellen und glockenförmigem Hals, in dieser Form aus der englischen Frühgotik bekannt, flankieren das Hauptportal mit seiner von einem Spitzbogen geschlossenen Tür in der Mittelachse, das vom Allianzwappen des einstigen Hausherrn Camillo Marcolini und seiner irischstämmigen Frau, einer geborenen O’Kelly, bekrönt wird. Oberhalb des Wappens, das sich in anderer Form auch am Palais Brühl-Marcolini in der Dresdner Friedrichstadt findet, schließt als Verdachung ein Ziergiebel das Portal ab, der sich seitlich als Gesims fortsetzt.
Oberhalb eines Frieses aus Dreipassbögen beginnt der Giebel des Dachgeschosses. In ihm sind ebenfalls viele gotisierende Elemente zu finden, darunter Spitzbögen, Dreipässe, Tellerkapitelle und Kreuzblumen. Rechts und links bildet je ein Baldachin den Abschluss des Giebels. Balustraden mit Vierpässen schließen seitlich an den Giebel an und wiederholen sich zudem in der Mitte als Absturzsicherung des Balkons. Typisch gotisch sind zudem die vier Fialen, von denen sich zwei auf dem Giebel und je eine auf den beiden Gebäudeecken befinden. Dem Walmdach sitzen drei mit gotisierenden Formen verzierte Schornsteine auf; in Richtung Ost, Nord und West zeigt je eine Dachgaube. Im Unterschied zur fünfachsigen Hauptfront ist neben den vierachsigen Seitenfronten auch die Rückfront zur Radeberger Straße nur vierachsig, doch auch dort finden sich Fenster mit gotischen Anklängen. Die beiden zentralen Achsen der Rückfront liegen relativ dicht beieinander, die äußeren folgen mit größerem Abstand.

## Geschichte

### Von der Bauzeit um 1800 bis zur Wende

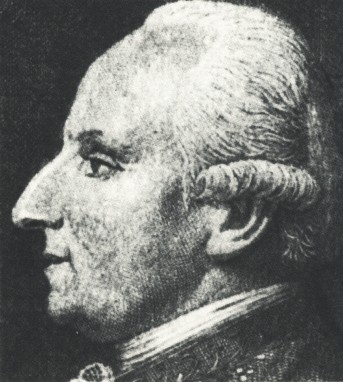
Camillo Marcolini, Porträt, vor 1814

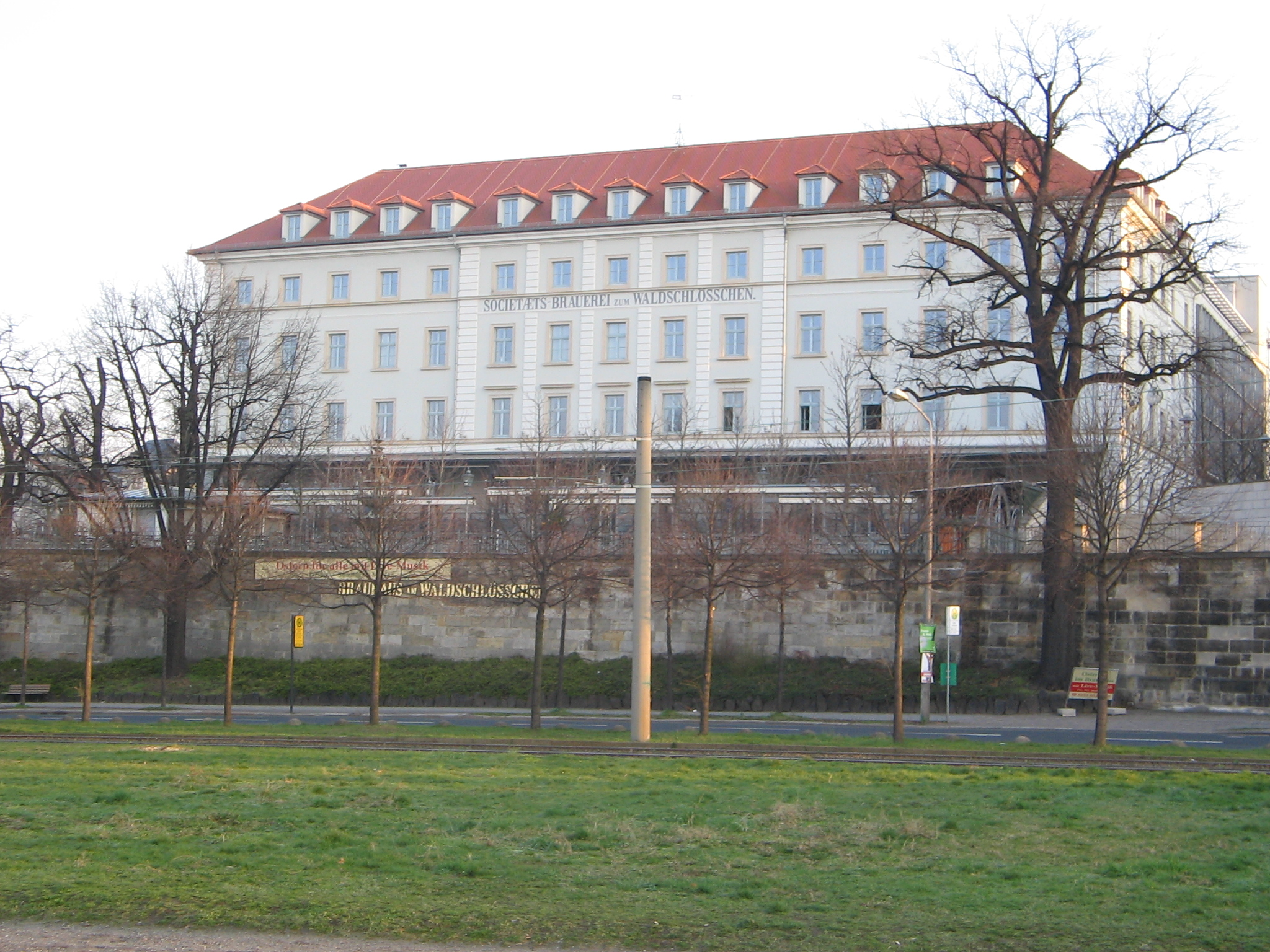
Brauhaus am Waldschlösschen, 2007

Bauherr des Waldschlösschens war Camillo Marcolini (1739–1814). Der Italiener war einst als Silberpage an den Dresdner Hof gekommen und hatte dort eine steile politische Karriere gemacht. Er stieg erst zum Oberhofmeister, dann zum Geheimrat und Oberkammerherrn und schließlich zum sächsischen Kabinettsminister auf. Er genoss das Vertrauen des Kurfürsten und späteren Königs Friedrich August und war zudem Direktor der Meißner Porzellanmanufaktur sowie Generaldirektor der Dresdner Kunstakademie und der Kunstsammlungen. Im Osten des damals noch weitgehend unerschlossenen Bereichs „Neuer Anbau“, der das einst der Dresdner Heide zugehörige und heute durch die Äußere Neustadt und Radeberger Vorstadt bebaute Stadtgebiet meint, kaufte Marcolini von 1785 bis 1787 Grundstücke auf, um dort ein landwirtschaftliches Mustergut nach englischem Vorbild zu errichten. Das Marcolinische Vorwerk als Zentrum dieses Gutes, zu dem ausgedehnte Wiesen und Felder gehörten, entstand auf dem Gelände der vormaligen Posernschen Kugelgießerei an der Bautzner Straße 96. Das denkmalgeschützte Objekt ist nach mehreren Umbauten noch heute als Marcolinis oder Marcolinisches Vorwerk bekannt (siehe Liste der Kulturdenkmale in der Radeberger Vorstadt).
Von der Anhöhe im nordöstlichen Bereich seiner Ländereien bot sich eine heute als Waldschlösschenblick gerühmte, bis in die neueste Zeit teils von Bebauung freigehaltene Aussicht von Ostnordost entlang der Elbe auf die Innere Altstadt Dresdens. Dort, am Übergang seiner Gärten und Felder zur Dresdner Heide, ließ er seiner Frau Maria Anna O’Kelly und sich das Waldschlösschen als Jagdhaus errichten. Möglicherweise vermittelte seine irischstämmige Gemahlin dabei die englisch-neogotische Formensprache. In der Literatur findet sich häufig die Angabe, das Waldschlösschen sei in der Zeit von 1785 bis 1790 nach Plänen von Johann Daniel Schade gebaut worden. So schrieb etwa der Dresdner Kunsthistoriker Fritz Löffler in seinem Hauptwerk Das alte Dresden, dass Architekt und Bauzeit des Waldschlösschens zwar ungeklärt seien. Jedoch sprächen für Schade, der auch die Künstliche Ruine in Pillnitz schuf und mehrere Baumaßnahmen für Marcolini geleitet hatte, als Urheber mehr Argumente als für Christian Friedrich Schuricht. Löffler vermutete, weil Marcolini das Grundstück 1785 erworben hatte, letztlich fälschlicherweise, dass das Waldschlösschen vor 1790 vollendet war.
Wie dendrochronologische Untersuchungen in der Zeit 2009/10 ergaben, entstand ein erster kleinerer Bau jedoch erst im Jahr 1800 und damit zwei Jahre nach Schades Tod, womit der Name des verantwortlichen Architekten weiter ungeklärt ist. Das zunächst eingeschossige Jagdhaus ließ Marcolini bis 1803 in zwei Bauabschnitten um Ober- und Dachgeschoss sowie die Sandsteinfassade erweitern. Um es herum entstand ein Landschaftsgarten, in den es sich staffageartig einfügte. Das Gebäude wurde in seinen Anfangsjahren als „Maison gothique“ (Gotisches Haus) oder „Jagdschlößchen“ bezeichnet. Wie es Marcolini nannte, ist nicht überliefert. Sicher ist aber, dass es spätestens nach wenigen Jahrzehnten aufgrund seiner Lage am Waldrand den Namen Waldschlösschen erhielt. Um 1810 schuf Gottlob Friedrich Thormeyer eine Umriss-Radierung, die zum Bestand des Kupferstichkabinetts Dresden gehört und das äußerlich fertiggestellte Waldschlösschen zeigt, zu dessen Anhöhe ein langer, gerader Weg von der Bautzner Straße führt. Nach Marcolinis Tod im Prager Exil 1814 wurde sein Besitz und damit auch das Gebäude versteigert.
Ab 1829 betrieben seine damaligen Besitzer im Waldschlösschen eine Schankwirtschaft, von der sich eine Aussicht auf Dresden und die Sächsische Schweiz bot, die die Bekannt- und Beliebtheit des Gebäudes erhöhte. Sieben Jahre später gründeten Dresdner Bürger eine der ersten deutschen Aktienbrauereien. Im Oktober 1836 erwarben sie das gesamte Gelände bis zur Bautzner Straße vom damaligen Besitzer Carl Christoph Müller zum Preis von 8500 Talern und errichteten dort bis 1838 eine Großbrauerei, die nach dem damals erst reichlich 30 Jahre alten ehemaligen Jagdhaus bald den Namen Societätsbrauerei zum Waldschlößchen bekam. Dabei blieb entlang der Westseite des Komplexes eine Sichtachse zur Bautzner Straße frei. Seither fristet das Waldschlösschen ein Schattendasein im Rücken des mächtigen Brauereiareals mit seinem repräsentativen Schankhaus. Ab Mitte der 1870er Jahre errichtete die Sächsische Armee die Kasernen in der Albertstadt, womit auch das unmittelbare Hinterland des Waldschlösschens bebaut und der Waldrand der Dresdner Heide nach Norden verschoben wurde.
Schließlich erreichten gegen Ende des 19. Jahrhunderts auch noch die Villen des Preußischen Viertels die Umgebung des Waldschlösschens. Im Jahr 1885 wurde die Waldschlößchenstraße angelegt und anschließend, fortgesetzt entlang der Radeberger Straße bis in unmittelbare Nachbarschaft des Waldschlösschens, mit gründerzeitlichen Wohnhäusern mitsamt Hinterhäusern in geschlossener Bauweise bebaut, die bis auf wenige Meter an das historische Bauwerk heranreichen. Unter Beibehaltung seiner äußeren Gestalt wurde das Waldschlösschen 1915 und 1930 zu Wohnzwecken umgebaut, wofür unter anderem im Obergeschoss mehrere Zwischenwände und -decken eingezogen wurden. In dem Haus befanden sich seither Dienstwohnungen von Brauereiangestellten. Enteignung und Verstaatlichung der Brauerei nach dem Zweiten Weltkrieg bzw. in der Zeit der DDR betrafen auch das daran angeschlossene Waldschlösschen, das in den 1980er Jahren als Teil der Brauerei zum Volkseigenen Getränkekombinat Dresden gehörte.

### Gescheiterte und ausgeführte Sanierungspläne ab 1990

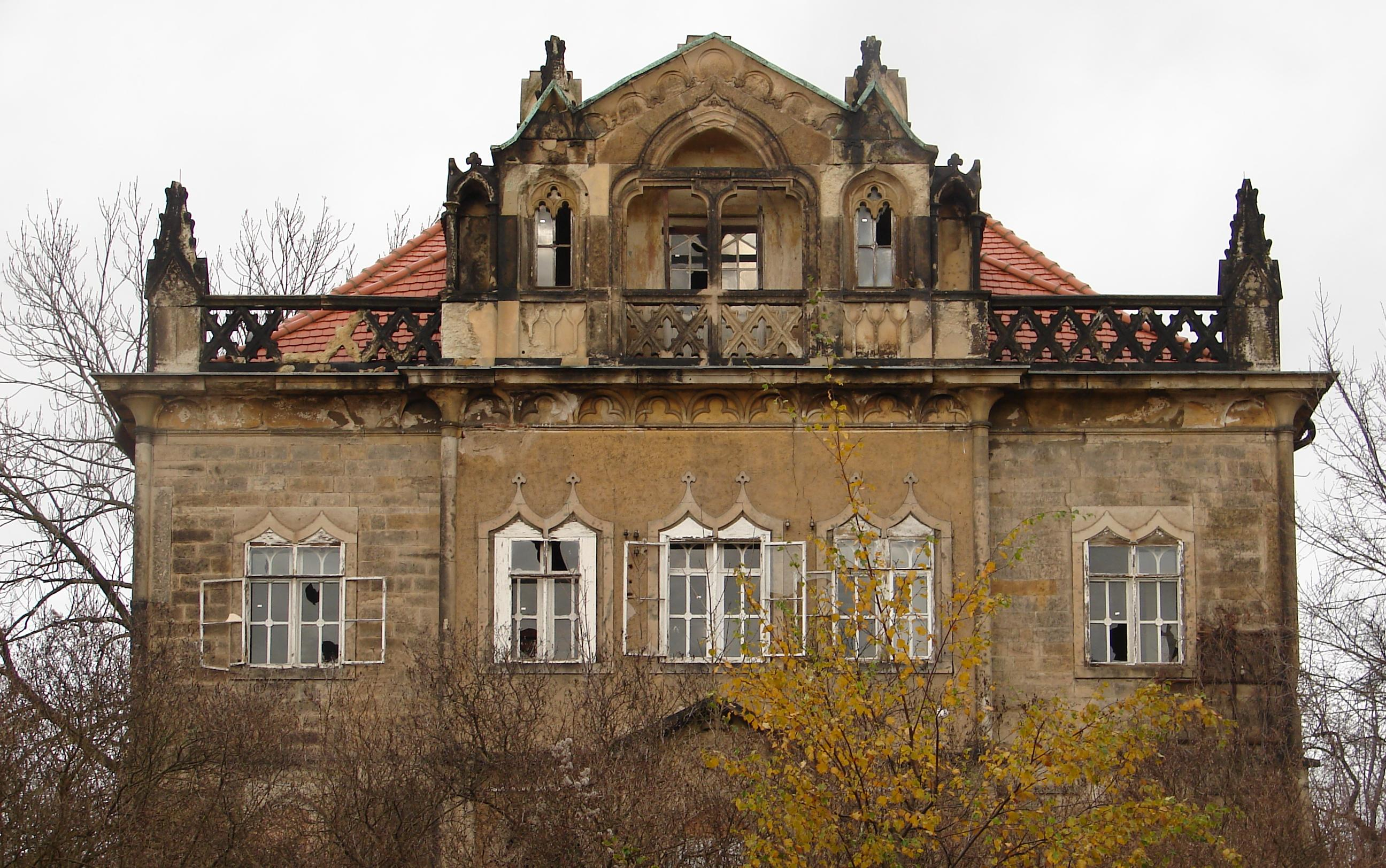
Zustand vor der Sanierung (2007), unter anderem mit verwittertem Sandstein und fehlenden Kreuzblumen auf den Fialen

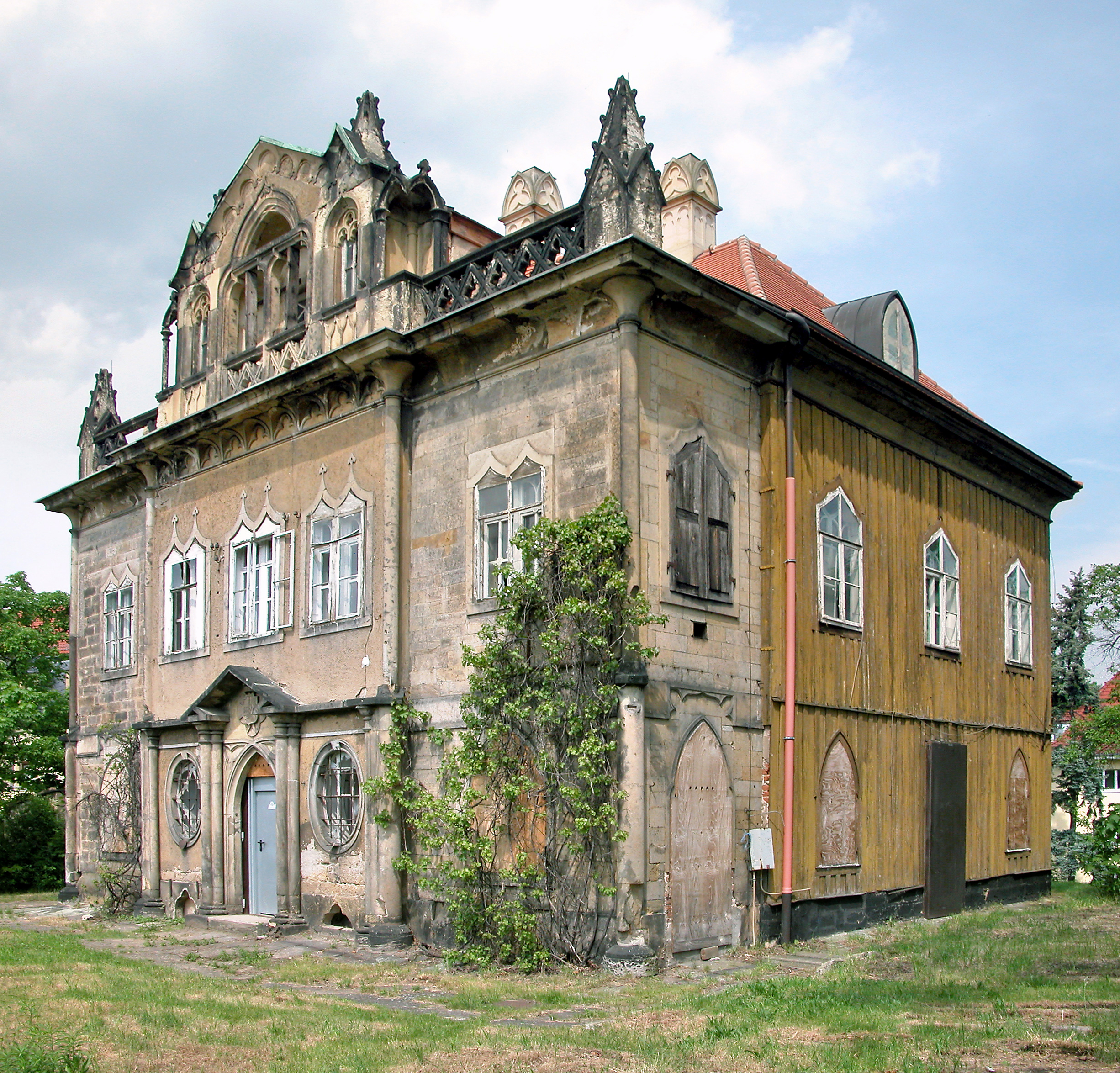
Zustand vor der Sanierung (2008), unter anderem mit zum Schutz vor Vandalismus und Einbruch verbretterten Fenstern im Erdgeschoss und noch gelbbrauner Holzfassade

Nach der Wende 1990 kaufte die Bayerische Hausbau das gesamte Brauerei-Areal und widmete sich von 1992 bis 1997 dessen umfangreicher baulicher Neugestaltung. Für das verfallende und mittlerweile stark sanierungsbedürftige Waldschlösschen selbst, das bis 1992 bewohnt war und anschließend noch als Baubüro der benachbarten Großbaustelle gedient hatte, gab es im Jahr 1997 erste Planungen für einen Umbau, der 1998 beginnen sollte. Doch dann verkaufte die Bayerische Hausbau GmbH das Gebäude an die GbR Historisches Waldschlößchen, die Anfang 2000 ihrerseits Umbauplanungen begann. Ziel war die Eröffnung eines Gasthauses mit je 120 Sitzplätzen im Innen- und Außenbereich im Januar 2002. Im Zeitraum 2000/01 ließen die damaligen Eigentümer eine Schwammsanierung durchführen, das Dach neu decken und die zwischenzeitlich aufgesetzten Ziegelschornsteine zugunsten der ursprünglichen Sandstein-Schornsteinköpfe zurückbauen. Allerdings übernahm sich die GbR Historisches Waldschlößchen finanziell. Ihr Mehrheitseigner, ein früherer Direktor des art'otels dresden, tauchte noch vor Beginn des eigentlichen Umbaus hochverschuldet unter. Die geplante Sanierung kam dadurch zum Erliegen.
Trotz mehrerer Anläufe und Bemühungen seitens des Denkmalschutzamts, das das Gebäude notdürftig gegen Einbrüche und Vandalismus sichern musste, fand sich in den Folgejahren zunächst kein neuer Investor. Anfang 2007 kaufte der Dresdner Unternehmer und spätere Handwerkskammer-Präsident Jörg Dittrich die Immobilie, suchte aber trotz mehrerer Interessenten letztlich erfolglos nach einem Nutzer mit tragfähigem Konzept. Deshalb gab er das historische Gebäude im Juni 2008 zur Auktion. Da niemand das Startgebot von 190.000 Euro zahlen wollte, scheiterte die Versteigerung des Hauses, dessen Name aufgrund der Kontroverse um die Waldschlößchenbrücke mittlerweile bundesweit bekannt war. Bei einem zweiten Versteigerungsversuch wurde im Juni 2009 das Startgebot für das 1473 Quadratmeter große, von Gestrüpp überwucherte Grundstück und das baufällige Gebäude mit 332 Quadratmetern Wohn- oder Bürofläche auf 99.000 Euro herabgesetzt. Dies führte zu einem Bieterwettstreit, den der Leiter einer benachbarten privaten Fachklinik mit seinem erfolgreichen Gebot in Höhe von 214.000 Euro gewann. Ein weiteres Jahr später, im Juni 2010, trat er erstmals an die Öffentlichkeit und verkündete seine Sanierungspläne.
Bei einer von ihm in Auftrag gegebenen Bauuntersuchung hatte sich unter anderem herausgestellt, dass die Grundmauern des Waldschlösschens unter dessen eigener Last auf dem Sandhügel nach außen wegdrifteten, was zur Bildung von Rissen in der Fassade führte. Eine der Voraussetzungen für eine Sanierung war folglich das Einziehen eines Betongürtels in den Untergrund um das Fundament, wodurch die Standfestigkeit des Hauses letztlich gesichert werden konnte. Auch aufgrund der jahrzehntelangen Vernachlässigung gab es hohe Schäden an der Bausubstanz – vom verwitterten Sandstein über kaputte Fenster bis hin zur mit Graffiti beschmierten Holzverkleidung an der Nordfassade. Die einst morschen Holzböden im Erdgeschoss waren ausgebaut. Der Bauherr begann deshalb gemeinsam mit einer in der Denkmalsanierung erfahrenen Pirnaer Architektengemeinschaft eine behutsame Restaurierung der noch weitgehend im Original erhaltenen Struktur des Bauwerks, wobei die allesamt aus der Zeit um 1800 stammenden Dielenböden, Stuckdecken, Fenster, Türen und Treppenanlagen aufgearbeitet und integriert wurden. Die im frühen 20. Jahrhundert beim Umbau zu Wohnzwecken eingebauten Zwischendecken und -wände wurden wieder entfernt, weshalb der Festsaal im Obergeschoss wieder in seiner ursprünglichen Größe erlebbar wurde. Dennoch wurde das Waldschlösschen auch modernen Anforderungen angepasst, beispielsweise durch den Einbau einer Fußbodenheizung.
Die fehlenden Sandsteinteile, beispielsweise die unvollständigen Fialen, wurden anhand historischer Abbildungen ergänzt; das ausführende Steinmetzunternehmen erhielt hierfür eine Belobigung bei der Vergabe des Peter-Parler-Preises 2013. Neben der farblichen Auffrischung der Außenfassade – das verschlissene Dunkelgelb der Holzverkleidung wich einem hellen Grauton – spielte die von der Deutschen Stiftung Denkmalschutz mit 10.000 Euro geförderte Konservierung historischer Malereien an Innenwänden und Decken eine besondere Rolle. Dazu wurden die Wände abgewaschen und Teile der alten Malereien freigelegt, gesichert und teils restauriert. Im Erdgeschoss fand sich dabei an einigen Innenwänden eine aufgemalte Wandspiegelgliederung mit illusionistischem Kassettensockel und frei aufgebrachten floralen Ornamenten aus der Zeit um 1800. Die Räume im Obergeschoss waren durch große Stuckprofile und Kehlen geschmückt, die jahrzehntelang unter den eingebauten Zwischendecken verborgen waren. Dort allerdings waren die Farbbefunde spärlich, weshalb Experten vermuteten, dass sich auf den Wänden Stoffbespannungen oder Tapeten befunden haben, von denen allerdings keine Reste erhalten blieben.
Seit dem vorläufigen Abschluss der Restaurierungsarbeiten 2013 wird das Waldschlösschen wieder genutzt. Seine Räume dienen der benachbarten Fachklinik als Büros und Therapiezimmer. Im September 2017 öffnete das Waldschlösschen zum Tag des offenen Denkmals seine Türen erstmals der Öffentlichkeit. Im Angebot waren Führungen und Vorträge zur Historie des Gebäudes.

## Namensgeber

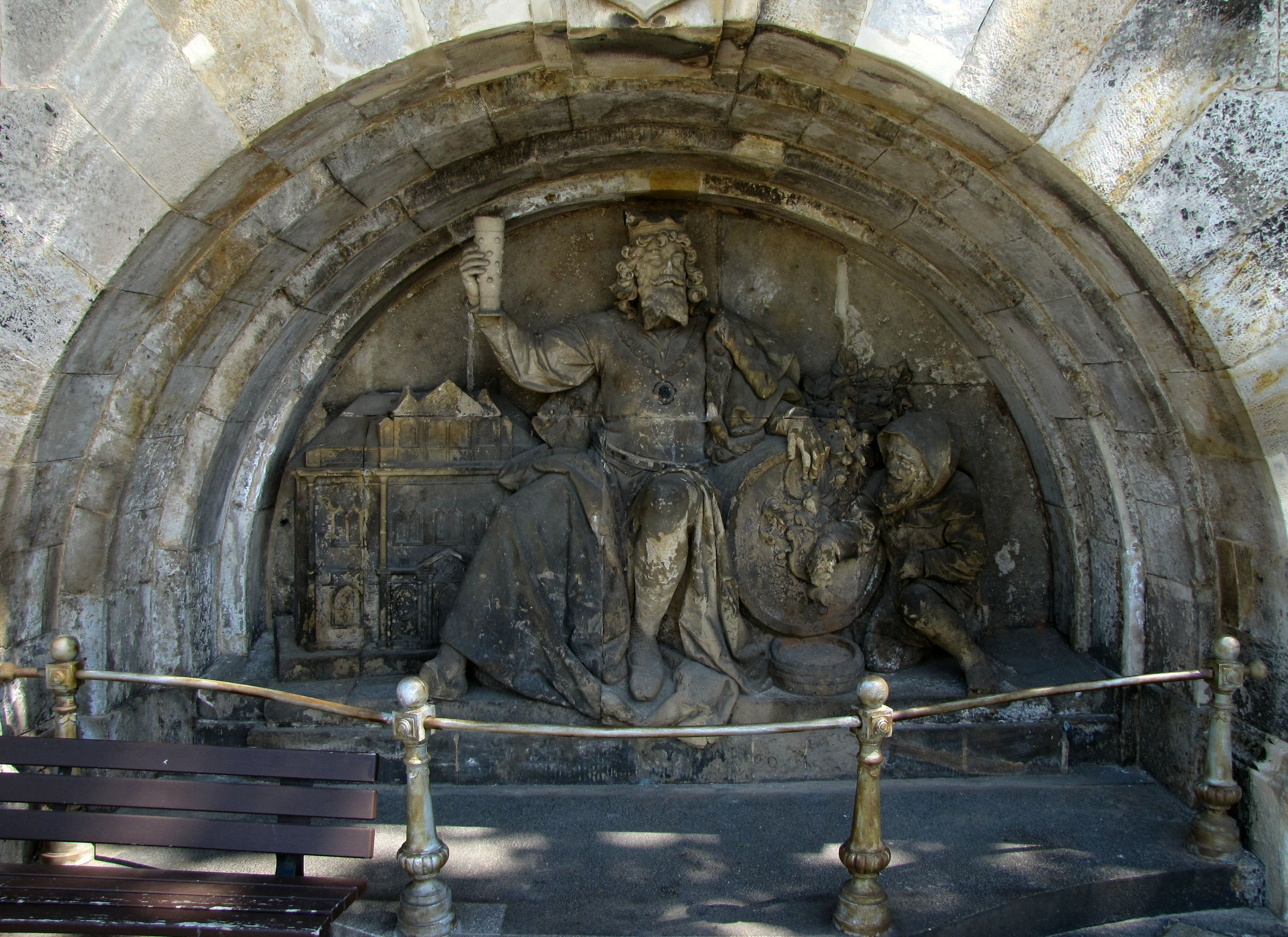
Wandbrunnen an der Bautzner Straße 153, links neben der Gambrinus-Figur die Reliefdarstellung des Waldschlösschens

Im Lauf der Jahrzehnte wurde das Waldschlösschen als bedeutendes einzelnes Anwesen, ähnlich wie das Weingut Wilder Mann im Nordwesten Dresdens, zum Namensgeber für die nähere Umgebung. Dies nahm seinen Anfang, als sich die nach ihm benannte Waldschlößchen-Brauerei Ende der 1830er Jahre auf einer großen Fläche ausdehnte, die seit ihrer Neubebauung in den 1990er Jahren als Waldschlösschen-Areal bekannt ist. Das Waldschlösschenviertel schließt noch weitere Gebiete in östlicher Richtung bis zur Neustädter Gemarkungsgrenze ein und erstreckt sich somit zwischen der Angelika- und der 1888 benannten Waldschlößchenstraße. Die Waldschlößchenbrücke erhielt im Januar 2012 offiziell ihren Namen, nachdem sie im Volksmund schon seit Jahren so hieß. Der Tunnel am nördlichen Brückenkopf unter der Waldschlößchenstraße ist als Waldschlößchentunnel bekannt. Der Übergang von Tunnel und Brücke liegt inmitten der Waldschlösschenwiese, die der Dresdner Rat 1908 eigentlich mit dem Ziel aufgekauft hatte, sie für immer von Bebauung freizuhalten.
Eine als Waldschlösschenblick bekannte Aussicht auf die Dresdner Innenstadt bietet sich von besagter Wiese sowie von der etwas oberhalb gelegenen Terrasse der Waldschlößchen-Brauerei aus. Deren repräsentatives Haupthaus ist auch kurz als Waldschlösschen bekannt; davon abgeleitet bekam das 1945 zerstörte Adamsche Haus in der Inneren Altstadt Dresdens den Beinamen Stadtwaldschlößchen, da sich dort ein Ausschanklokal der Brauerei befand. Eine vereinfachte Zeichnung von Marcolinis Jagdhaus ziert heute das Logo des Brauhauses. Ein das historische Gebäude zeigendes Relief ist Teil des stillgelegten Wandbrunnens („Gambrinus-Brunnen“) an der Stützmauer der Terrasse des Brauhauses an der Bautzner Straße 153 (vgl. Liste der Brunnen und Wasserspiele in Dresden). Die Straße Am Waldschlößchen erhielt ihren Namen 1996. Bereits 1863 hatte ein in Blasewitz gebauter Raddampfer der Sächsisch-Böhmischen Dampfschiffahrts-Gesellschaft den Namen Waldschlösschen bekommen. Es ist zudem Namensgeber der „Klinik am Waldschlösschen“, die sich seit Abschluss der Sanierung teils auch im Waldschlösschen befindet.